# 格林维尔 (田纳西州)
格林维尔（Greeneville）位于美国田纳西州东北部，是格林县的首府。根据美国2000年人口普查，共有人口15,198人，其中白人占92.03%、非裔美国人占5.74%。
格林维尔得名于美国独立战争时期大陆军将军纳撒内尔·格林。洛杉矶级潜艇格林维尔号 (SSN-72)是以该市命名的。
安德鲁·约翰逊国家历史遗址位于该市。

## 名人
- 戴维·克罗克特：美国政治家